# Diecezja Wonju
Diecezja Wonju (łac. Dioecesis Voniuensis, kor. 천주교 원주교구) – rzymskokatolicka diecezja ze stolicą w Wonju, w Korei Południowej. Biskupi Wonju są sufraganami arcybiskupów seulskich.
Kościół katolicki na terenie diecezji prowadzi 1 klinikę oraz 60 instytucji pomocy społecznej.

## Historia
22 marca 1965 papież Paweł VI bullą Fidei propagandae erygował diecezję Wonju. Dotychczas wierni z tych terenów należeli do diecezji Chuncheon.
29 maja 1969 z biskupstwa Wonju odłączono diecezję Andong.

## Biskupi Wonju
- Daniel Tji Hak-sun (1965 - 1993)
- James Kim Ji-seok (1993 - 2016)
- Basil Cho Kyu-man (od 2016)